# Argia moesta
Argia moesta е вид водно конче от семейство Coenagrionidae. Видът не е застрашен от изчезване.

## Разпространение
Разпространен е в Канада (Квебек, Нова Скотия, Ню Брънзуик и Онтарио), Мексико (Долна Калифорния, Коауила де Сарагоса, Мичоакан, Морелос, Нуево Леон, Табаско, Тамаулипас, Халиско и Чиуауа) и САЩ (Айова, Алабама, Аризона, Арканзас, Вирджиния, Върмонт, Делауеър, Джорджия, Западна Вирджиния, Илинойс, Индиана, Калифорния, Канзас, Кентъки, Колорадо, Кънектикът, Луизиана, Масачузетс, Мейн, Мериленд, Минесота, Мисисипи, Мисури, Мичиган, Небраска, Невада, Ню Джърси, Ню Йорк, Ню Мексико, Ню Хампшър, Оклахома, Охайо, Пенсилвания, Род Айлънд, Северна Каролина, Тексас, Тенеси, Уисконсин, Флорида, Южна Каролина и Юта).

## Описание
Популацията на вида е стабилна.